# Бесколь (Северо-Казахстанская область)
Бесколь (каз. Бескөл, до 2009 г. — Бишкуль) — село в Кызылжарском районе Северо-Казахстанской области Казахстана, административный центр и единственный населённый пункт Бескольского сельского округа. Расположен в 8 км к югу от Петропавловска.

## История
История Бишкуля начинается с заложения Бишкульского редута в 1752 году. Это военное укрепление входило в состав Новоишимской, или Горькой, оборонительной линии. Оно было обнесено рвом 2 метра в ширину и до четырёх в глубину. Обнаружить остатки редута удалось археологической экспедиции областного историко-краеведческого музея.
Так в середине XVIII века образовался казачий посёлок Бишкульский. Название имеет казахское происхождение от «Бес коль» и переводится на русский язык как «пять озёр», расположенных вокруг нынешнего Бишкуля, в пойме реки Ишим. Первыми поселенцами стали уральские и донские казаки. Начиная с 1770 года, здесь также появляются запорожские казаки, позднее сюда приезжают башкиры и пермяки. С 1822 года в Бишкуль переселяются крестьяне из Центральной России: Воронежской, Орловской, Пензенской губерний. Многие из них были зачислены в состав казачества с 1844 по 1851 год.
В 1889 году в Северный Казахстан потянулись крестьяне из Центральной России и с Украины. Массовое переселение было связано с выходом «высочайшего уведомления» о том, что «акмолинские и западно-сибирские земли открыты отныне для вольного крестьянского переселения».
Казахи, коренные жители этого края, хлебопашеством не занимались. Казаки, служившие на Новоишимской линии, питались привозным хлебом. Лишь в XIX веке начали создаваться так называемые «казённые пашни». Но вскоре попытки выращивания собственного хлеба были прекращены: привозной хлеб обходился дешевле местного. Вновь начали заниматься хлебопашеством только в конце XIX века крестьяне-переселенцы.
Имелся свой молитвенный дом, (в 1911 году 2 октября в результате пожара сгорел /ист."Акмолинские областные ведомости" № 46 от 09.11.1911 г.)
1913 год в Бишкуле ознаменовался открытием начальной школы.
Посёлок Бишкульский (также, как и посёлки Новопавловский и Кривоозёрный) относились в административном подчинении к станице Петропавловской (располагавшейся территориально в Подгорной части города). Вся система военной, хозяйственной и социальной жизни населения казачьего посёлка регламентировалась Командно-административным аппаратом Наказного атамана Сибирского казачьего войска и по совместительству Генерал-Губернатора, командованием 2-го военного отдела со штабом в городе Омске и станичным аппаратом управления, курирующим подчинённые станице Петропавловской казачьи посёлки.
Со свержением монархии в Российской империи и приходом к власти Временного правительства было предпринято множество законодательных изменений по демократизации общества, в том числе и добавлено больше полномочий местным избирательным органам. Так, на основе этих изменений большинство казачьих посёлков Сибирского казачьего войска провозгласили себя в статусе станиц (термин административного наименования «станица» был упразднён на территориях Оренбуржья, Урала и Сибири, в том числе и территориях Средней Азии к 1925—1927 годам.)
В течение января 1918 года была установлена Советская власть на территории всех уездов Северного Казахстана. 6 ноября 1919 г. был избран станичный ревком, который занимался описью скота, имущества, сельскохозяйственной продукции. Благодаря работе этого учреждения сохранились некоторые сведения о селе того времени. Например, в 1919 году население Бишкуля занималось хлебопашеством, из несельскохозяйственных предприятий имелась одна кузница. По установлении советской власти в Бишкуле массовая мобилизация в Красную Армию не производилась, хотя некоторые жители ушли добровольцами в РККА.
3 февраля 1920 года Бишкуль вошёл в состав Архангельской станицы по решению межведомственной комиссии. До 1927 года село было маленьким: в нём было только четыре улицы. В 1928 году в селе Бишкуль была создана первая артель — «Бедняжка», которая объединила 20 хозяйств и поддерживалась государством. В 1929 году «Бедняжка» была реорганизована в артель «Золотой дождь». В 1930—1932 годах образовался колхоз им. Беккера. С 1937 по 1957 год существовал колхоз им. Фурманова. В 1938 году начальную школу в Бишкуле преобразовали в семилетнюю, было пристроено несколько новых помещений для занятий. В марте 1957 года на базе нескольких колхозов, а также сёл Акпас и Приишимка был образован Бишкульский зерносовхоз. В 1960 году в селе была открыта районная больница.
Постановлением правительства Казахской ССР от 14 декабря 1961 года на базе Бишкульского совхоза был создан целинный научно-исследовательский институт животноводства, впоследствии переименованный в Северный; в феврале 1991 года переименован в Северный научно-исследовательский институт животноводства и ветеринарии (СевНИИЖиВ).
В 1967 году произошёл ряд важных событий в жизни села: 2 января Бишкуль стал административным центром Бишкульского района, образованного Указом Президиума Верховного Совета Казахской ССР, 2 июля вышел первый номер районной газеты «Маяк», существующей и поныне; бишкульская школа получила статус средней, которая в сентябре была переведена в новое здание на 1000 мест обучения. В этом же году были построены здания для птичника на 46 тысяч кур-несушек, Госбанка и ветлечебницы; была образована районная библиотека.
В 1970-е годы активно развивалась инфраструктура села: были построены автостанция, универсальный магазин, общественная баня, второй корпус районной больницы, здания районного узла связи, быткомбината, Дома культуры, а также новое здание СевНИИЖа. За эти годы в Бишкуле появился целый комплекс административных, культурно-бытовых и других зданий, среди которых были трёхэтажные жилые дома.
В 1991 году был организован и начал работу Консорциум «Молсервис». За 2000-е годы на территории села Бишкуль было открыто несколько новых предприятий разного профиля, получило развитие индивидуальное предпринимательство. В 2005 году построена новая школа с обучением на казахском языке.

## Население
На 8 июня 1920 года в селе имелось 12 дворов, в селе проживало 225 человек, которые были трудоспособными, от 18 до 35 лет, а всего 150 семей; в их пользовании находились 240 лошадей и 130 телег.
В 1999 году население села составляло 7495 человек (3684 мужчины и 3811 женщин). По данным переписи 2009 года в селе проживало 8805 человек (4217 мужчин и 4588 женщин).
На начало 2019 года население села составило 11 331 человек (5601 мужчина и 5730 женщин).

## Экономика

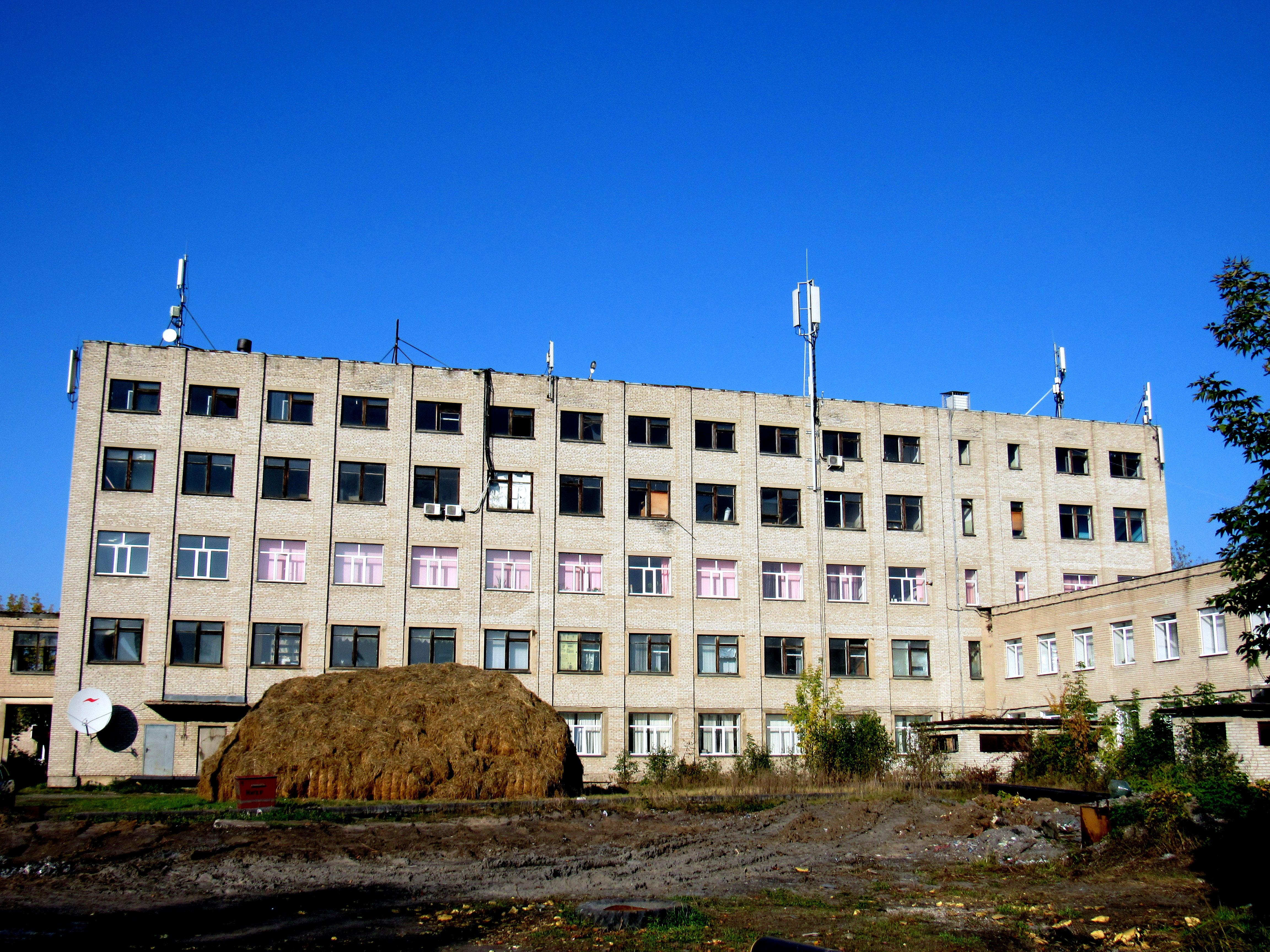
Современное состояние главного корпуса СевНИИЖ

В Бишкуле расположен Северо-Казахстанский научно-исследовательский институт животноводства и растениеводства. Когда-то это было одно из крупнейших предприятий Казахстана, изучающих животноводство. Сейчас находится в крайнем упадке. Помещения предприятия наполовину пустуют, наполовину арендованы другими организациями.
Среди прочих предприятий — ТОО «Молсервис», а также экспериментальный механический завод, Дом мебели. В селе имеется производство мясных консервов.
Своеобразие Бишкуля как районного центра определяется наличием крупного промышленного животноводческого комплекса: птицефабрики — специализированного предприятия по производству мяса птицы, куриных и утиных яиц, а также зерна́, которое впоследствии перерабатывается и идёт на корм птице. Поддерживаются научно-производственные связи с СевНИИЖем, Северо-Казахстанским государственным университетом им. М. Козыбаева. Учёные университета проводят эксперименты и опыты на базе птицефабрики.

## Инфраструктура
В Бишкуле расположено 2 детских сада, 2 детских мини-центра, а также 4 школы. Из учреждений здравоохранения имеются центральная районная больница и реабилитационный центр для инвалидов при ней. Бишкуль является административным центром Кызылжарского района, поэтому в нём находятся районный маслихат, ОВД, районные суд, прокуратура и ряд других государственных учреждений. С 2009 года в селе существует центр обслуживания населения.

### Транспорт

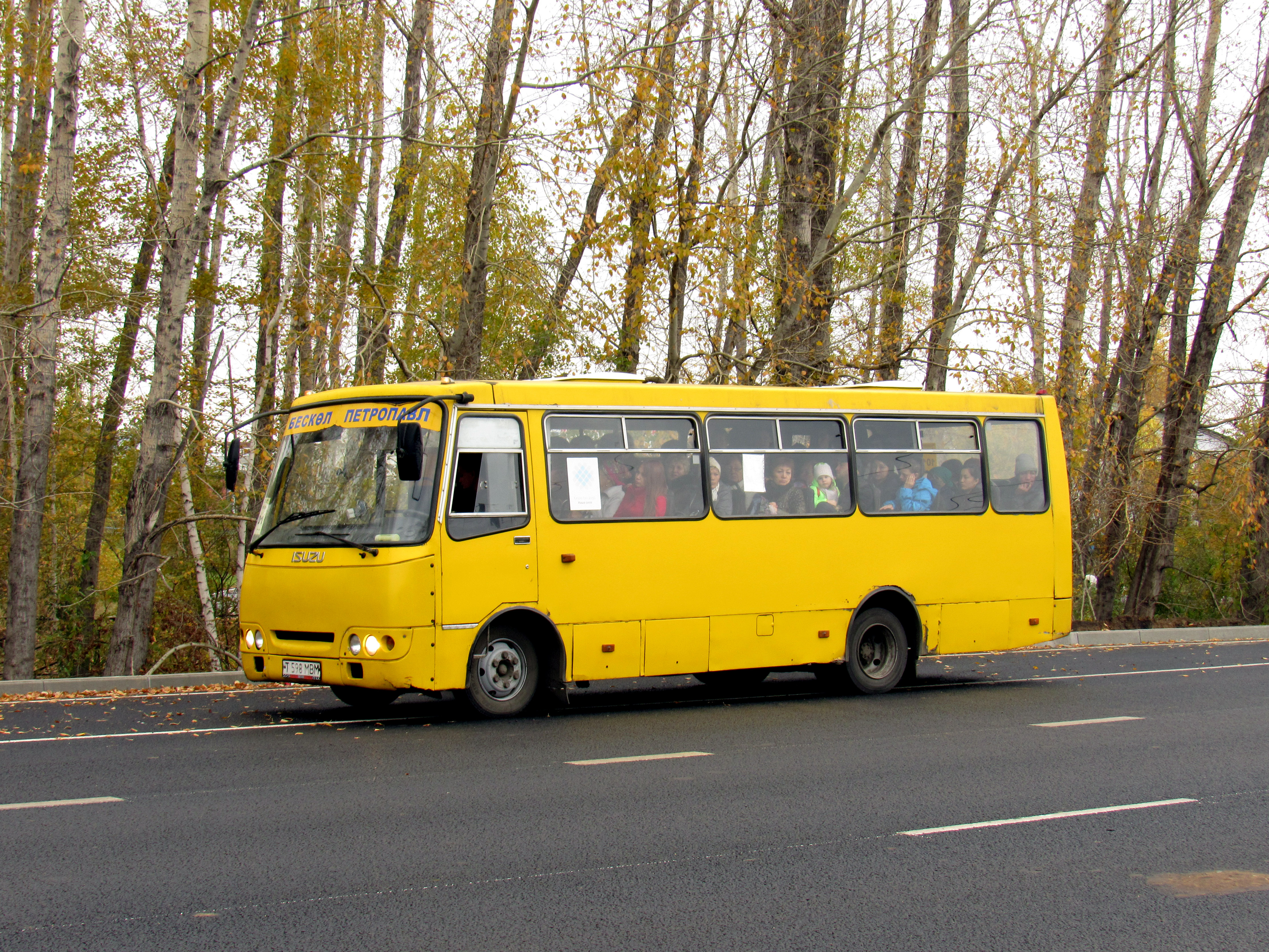
Автобус № 101, курсирующий по маршруту «Бишкуль — Петропавловск»

Через Бишкуль проходит крупная автотрасса А1 Астана — Петропавловск. Существует регулярное автобусное сообщение с селом Красный Яр и областным центром Петропавловском, а также имеется автостанция.

## Культура
В селе имеется 3 учреждения культуры: 2 библиотеки и один сельский клуб. В Бишкуле функционируют 5 этнокультурных объединений: казахский, татаро-башкирский, украинский, русский и армянский центры; в их задачи входит поддержание интереса к традициям и обычаям этих народов, а также распространение самих традиций.

### Достопримечательности

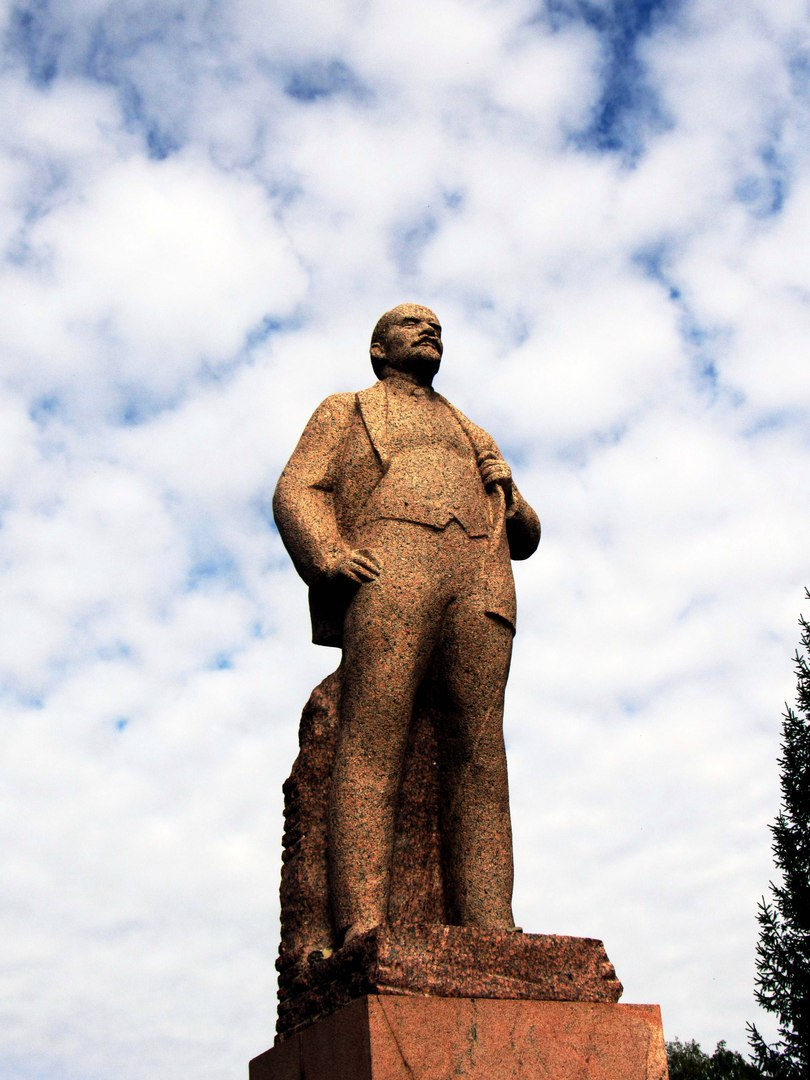
Памятник В. И. Ленину в Бишкуле

В Бишкуле находится 2 памятника погибшим в Великой Отечественной войне, а также памятник Владимиру Ленину.

## СМИ
В Бишкуле выпускается две общественно-политические газеты: «Қызылжар» и «Маяк».

## Связь
В селе работают два оператора мобильной связи: «Билайн» и «Kcell».

## Известные уроженцы
В селе родился Александр Винокуров — казахстанский профессиональный велогонщик, олимпийский чемпион 2012 года в Лондоне.